# Musik på Grönland
Grönländsk musik är en blandning mellan två huvudströmningar, inuitisk och dansk musik, uppblandad med influenser från USA och Storbritannien. Det största skivbolaget är ULO i staden Sisimiut. ULO grundades av Malik Hoegh och Karsten Sommer. ULO släpper musik av grönländska rockband som Sume (musikgrupp), popsångare som Rasmus Lyberth, hiphopgrupper som Nuuk Posse och även inuitisk folkmusik. Jazzmusikern Kristian Blak har i sin musik haft inslag av modern grönländsk musik. Det finns även grupper med blandning mellan isländsk och grönländsk musik som NUIJA.

## Folkmusik
De inuitiska och danska folkgrupperna på Grönland har bevarat den utpräglade stilen av sin folkmusik. Landsvida folktraditioner som sagoberättande avtog drastiskt efter introduktionen av South Greenland Printing Press 1857.
Traditionell musik som bäst har överlevt europeisk kontakt återfinns i de östra och nordöstra delarna av Grönland. Ett viktigt inslag i denna folkmusik är de heliga trumdanser som spelas på en oval trumma bestående av en träram med en björns urinblåsa spänt över. Trumdanser är den "enda verkligt inhemska musiken" på Grönland, och är del av den anpassning till modern tid. Shamaner använde trummor som del av sina religiösa tillställningar och organiserade ibland dueller mellan rivaler där den som fick flest skratt från publiken vann. Inuitiska trumdanser var en avtagande tradition och i moderna Grönland ersatt av amatörteatergrupper som Silamiut, som använde inslag av inhemsk musik med masker, ansiktsmålning och andra tekniker. Piseq är en sorts persolig sång som framför åsikter om vardagligt liv. Dessa åsikter nedärvs oftast från generation till generation. Grönländska inuitiska folksånger framförs för att berätta historier, spela spel och för att driva med eller charma andra.

## Klassisk musik
Några kompositörer inom europeisk klassisk musik har grönländska influenser i musiken, bland annat Poul Rovsing Olsen och Adrian Vernon Fish. Den moderna kompositören Mads Lumholdt (även medlem i orkestern Northern Voices, sångare i orkestern Nowhereland och i No Offence, en vokalgrupp) har blivit mest känd.
Grönlands nationalsång "Nunarput utoqqarsuanngoravit", vilken översättst till Vårat land som blivit så gammalt har varit officiell sedan 1916. Sången komponerades av Jonathan Petersen och texten skrevs av Henrik Lund, båda grönländare.

## Populärmusik
Grönland var isolerat från modern nordamerikansk och europeisk populärmusik fram till omkring mitten av 1900-talet. Tidiga populära grupper var Nuuk Orleans Jazz Band.

### Rock
Den grönländska rocken började tidigast 1973, då ULO släppte gruppen Sumes album Sumut. Albumet köptes av omkring 20 procent av den dåvarande grönländska befolkningen och på den vägen påbörjades den nya musikstilen rock på ön som även sjöngs på det inhemska språket grönländska blandat med traditionella trummor. Sångaren Rasmus Lyberth gjorde den största förändringen i den grönländska musiken genom att framföra olika underhållningar. Andra lokala artister är G-60 och Ole Kristiansen. Under 1980-talet fick Grönland artister som Aalut och Zidaza som inspirerades av den amerikanska reggaen och funken. Det moderna Grönland har idag en årlig rockfestival kallad Nipiaa i staden Aasiaat. Andra musikgrupper och artister på Grönland är Chilly Friday, strupsångerskan Sylvia Watt-Cloutier och Karina Moller.
Andra moderna rockgrupper är Kalaat, Siissisoq, Angu och Fiassuit.

### Hip Hop
Sedan 1984 har den amerikanska hiphopen haft en stor influens på Grönland, och den första grönländska hiphopgruppen är Nuuk Posse. Nuuk Posse är även en av de mest framgångsrika under de senare åren. Andra grönländska hiphopgrupper eller artister har sedan dess släppt ett flertal album. Rappare som Prussic, Peand-El, Lucas och Tomba har ofta mer eller mindre offensiva texter än Nuuk Posse och kritiserar gärna det grönländska samhället.

## Musikindustri
Det största skivbolaget på Grönland är ULO. Sommarfestivaler kallade Aussivik har blivit en viktig del av den moderna grönländska kulturen.
Kalaallit Nunaata Radio (Radio Grönland) är den viktigaste mediainstitutionen i landet. Det är en självständig del av den Grönländska regeringen.